# (589) Хорватия
(589) Хорватия  (хорв. Hrvatska) — астероид главного пояса, который был открыт 3 марта 1906 года германским астрономом Августом Копффом в обсерватории Хайдельберг и назван в честь Хорватии, государства на юге Центральной Европы. 

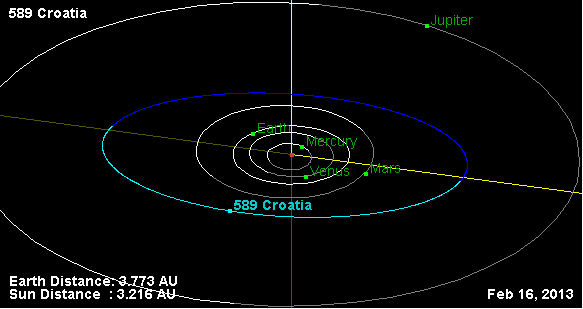
Орбита астероида Хорватия и его положение в Солнечной системе

В момент открытия астероид имел видимую звёздную величину 12,5m и находился в созвездии Девы. Название было предложено профессором Максом Вольфом в честь основания "Астрономической обсерватории хорватского общества естественных наук" в Загребе.